# Eva Ström
Eva Ström, née le 4 janvier 1947 à Lidingö (Comté de Stockholm), est une médecin et écrivaine suédoise.

## Biographie
Ström fait ses débuts littéraires en 1977 avec le recueil de poésie Den brinnande zeppelinaren. Elle travaille comme médecin de 1974 à 1988, avant de devenir auteure à plein temps. Elle est tour à tour parolière, romancière, biographe et critique littéraire. 
Elle se voit décerner le Grand prix de littérature du Conseil nordique en 2003 pour le recueil de poésie Revbensstäderna, et le prix Bellman en 2005. 
En janvier 2010, elle est élue à l'Académie royale des sciences de Suède.
Elle est la mère de Karin Ström (en).